# John Rollin Ridge
John Rollin Ridge, también conocido como Yellow Bird o Cheesquatalawny (New Echota, Georgia, 19 de marzo de 1827 - Grass Valley, California, 5 de octubre de 1867) fue un escritor cherokee estadounidense, hijo de John Ridge y de una blanca, y nieto de Major Ridge. Fue testigo del asesinato de su padre en 1839 y se fue a Oklahoma. Estudió derecho y se casó con una blanca. Opuesto a John Ross, en 1849 asesinó a David Kell, posiblemente uno de los asesinos de su padre, y hubo de huir a California, donde escribió The Life and Adventures of Joaquín Murieta, the Celebrated California Bandit (1854), y se dedicó al negocio editorial, desde el cual defendió que el gobierno federal hiciese política asimilacionista y de protección a los indios. Durante la Guerra Civil de los Estados Unidos se declaró partidario de la Unión, pero después se puso de parte de los confederados. Una vez acabada, en 1866 fue a Washington con Stand Watie y otros para defender los derechos de su pueblo.